# 미야무라 유코
미야무라 유코(일본어: 宮村 優子: 1972년 12월 4일 - )는 일본의 성우, 배우, 가수다. 효고현 고베시 출신. JAE프로덕션 소속. 《구급전대 고고파이브》 등 일부 작품에서는 야미무라 유노스케(일본어: 闇村 悠ノ介)라는 가명으로 참여했다.
토호학원 예술단기대학 연극과 졸업. 졸업 후 일본나레이션연기연구소에 입소, 게임 《권성토룡》의 춘리 역으로 성우 데뷔했다. 아츠비젼 소속을 거쳐 재팬액션엔터프라이즈(JAE)의 배우 부문인 JAE프로모션과 업무제휴. 1995년 《애천사전설 웨딩피치》의 타마노 히나기쿠 역, 《신세기 에반게리온》의 소류 아스카 랑그레이 역으로 유명해졌다.
1995년에서 1999년 사이에서는 가수로서 빅터 엔터테인먼트에서 음반을 다수 발매했다. 가수 활동 당시 세키구치 카즈유키, 타카나미 케이타로, 타나카 코헤이, 오이카와 네코, 아라이 아키노, 오오츠키 켄지, 스오 요시카즈, 하이시마 쿠니아키, 스즈키 케이이치, 타케카와 유키히데, 노무라 요시오, 코니시 야스하루, 히라사와 스스무, 하세베 토오루, 토가와 쥰 등의 아티스트에게 곡을 제공받았다. 그 밖에도 클래식 곡인 파헬벨의 카논이나 카르멘의 하바네라에 일본어 가사를 붙여 노래하거나, 오오누키 타에코의 〈그와 그녀의 소네트〉, 이와사키 히로미의 〈성모들의 자장가〉, 카수테라의 〈도중에 자지 마〉 등 기존 곡을 리메이크하는 등 버라이어티가 풍부했다. 사쿠라 치요마루와 루즈 앳 루즈(loose@rouse)라는 유닛을 결성해 보컬을 맡기도 했다.
1998년 만화가 나카타니 D.와 결혼했으나 이듬해 이혼했다. 2004년 같은 JAE 소속의 스턴트맨 세키 타카유키와 재혼했다. 2005년 이후로 에반게리온 신극장판의 시키나미 아스카 역, 《명탐정 코난》의 토야마 카즈하 역 등으로 활동을 지속했다. 2006년부터 오사카 키타호리에에 소재한 방송예술학원 전문학교의 병설교인 오사카 애니메이션 스쿨에서 후시녹음 수업을 담당했다. 2007년 호주로 이주해, 상기 두 대표작 등 업무에 종사할 때마다 일본에 귀국하는 생활을 했다.
2005년 애니메이션 《러블리스》의 음향감독으로 참여하기도 했으며, 그 인연으로 테크노사운드 소속이 되었다. 그러나 2008년 봄 남편의 업무사정으로 인해 테크노사운드에서 퇴사했다.
2007년 5월 바제도병 진단을 받아 지병이 되었다.
2016년 세키 타카유키와 이혼. 친권은 미야무라가 갖게 되었다.  2018년 일본에 귀국해 다시 거점을 국내로 되돌림과 동시에, 동년 1월 인터내셔널미디어학원 강사로 취임했다.

## 출연 작품

### 극장판 애니메이션
- 2024년 명탐정 코난: 100만 달러의 오릉성 (토야마 카즈하)